# Západní Kavkaz
Západní Kavkaz (rusky Западный Кавказ) je nejzápadnější část pohoří Velký Kavkaz. Nachází se 50 km od pobřeží Černého moře, v Krasnodarském kraji, Stavropolském kraji, Karačajsko-čerkeské republice Ruské federace a v Abchazské republice v Gruzii. Je to jedna z mála oblastí v Evropě s nedotčenými lesy a pastvinami. Pásy unikátního lesa se rozprostírají od nížin po podalpský stupeň hor a alpinské louky jsou spásany divokými zvířaty. Západní Kavkaz se vyznačuje svou rozmanitostí ekosystémů, je domovem důležitých endemických rostlin a živočichů (asi třetina z vysokohorských druhů rostlin Západního Kavkazu jsou endemické).
Spolu s panenskými lesy v Komijské republice na severu Ruska, je to jediné velké pohoří v Evropě, které nebylo poznamenané lidskou činností. V roce 1999 byl Západní Kavkaz zapsán do seznamu Světového dědictví UNESCO.
Chráněné území se rozprostírá na ploše 3 516,20 km² a sestává z několika chráněných území. Největší z nich je Kavkazská chráněná krajinná oblast (Кавказский государственный природный биосферный заповедник) se svou ochrannou zónou širokou 1 km, dále Národní park Soči (Сочинский национальный парк) a čtyři menší chráněná území.

## Geologie
Podloží je velmi různorodé. Nacházejí se zde usazené i přeměněné horniny a tmavé vyvřeliny z různých časových období od praekambria až po paleozoikum. Severní části pohoří jsou charakteristické krasovými vápencovými jeskyněmi, které patří k největším v Rusku. Reliéf je členitý s typickými rysy po ledovcích, jejichž zbytky se zde ještě dají najít, většinou se ale stopy po nich objevují ve formě morén a vysoko položených modrých a zelených jezer, kterých je zde více než 130. Průzračné vody Západního Kavkazu mají dvě povodí. Severní řeky (Labá, Bélaja, ...) se vlévají do řeky Kubáň a do Azovského moře, řeky stékající jižními svahy jsou kratší a vlévají se do Černého moře. Pozoruhodné jsou i četné vodopády, jejichž výše je někdy až 250 metrů.

## Flóra
Pro rostlinstvo je charakteristická nejen vertikální, ale i horizontální zonace ze západu na východ. V nejzápadnější části jsou typické dubovo-habrové, bukové a bukovo-jedlové lesy. Ve vyšších polohách středních částí Západního Kavkazu se vyskytují jedlově-smrkové lesy s břízou a javorem ve vysokých polohách. Ve východních částech se zase vyskytují smrkově-jedlové a borovo-cedrové lesy. Nad hranicí lesa (2 500 m) se nacházejí houštiny endemických pěnišníků a subalpinské a alpinské louky. Dohromady zde bylo zaznamenáno až 1 580 druhů cévnatých rostlin, z nichž asi desetina je v Rusku na pokraji vyhynutí.
Rovněž se zde nachází až 700 druhů hub, z nichž 12 je v Rusku ohrožených.

## Fauna
Je také bohatá. Žije zde 384 druhů obratlovců a 60 druhů savců: vlk, rys, medvěd, prase divoké, kavkazský jelen, kamzík a evropský bizon, který je celosvětově na pokraji vyhynutí[zdroj?]. Kromě toho zde žije mnoho druhů ptáků, obojživelníků, plazů a ryb, mnohé z nich ohroženy v Rusku, nebo celosvětově. Byly zaznamenány tisíce druhů hmyzu.